# Lista de vereadores de Sapucaia (Rio de Janeiro)
Esta é a lista de vereadores de Sapucaia, município brasileiro do estado do Rio de Janeiro.
A Câmara Municipal de Sapucaia é formada por onze representantes. O prédio da Câmara chama-se Paço Imperial.

## Legislatura de 2021–2024
Estes são os vereadores eleitos nas eleições de 15 de novembro de 2020, pelo período de 1° de janeiro de 2021 a 31 de dezembro de 2024:
| Mesa Diretora (2021-2022)           |                       |                        |                           |
| Nome                                | Início do mandato     | Fim do mandato         | Cargo                     |
| Fabiano de Souza Teixeira (PP)      | 1º de janeiro de 2021 | 31 de dezembro de 2022 | Presidente da Câmara      |
| Eduardo Lopes dos Passos (PL)       | 1º de janeiro de 2021 | 31 de dezembro de 2022 | Vice-presidente da Câmara |
| Gilmara Bevilácqua da Silveira (PL) | 1º de janeiro de 2021 | 31 de dezembro de 2022 | 1ª Secretária             |
| Tânia Maria Pereira Paulino (PSC)   | 1º de janeiro de 2021 | 31 de dezembro de 2022 | 2ª Secretária             |

|    | Nome                                                                               | Partido                              | Votos | %    | Observações |
| -- | ---------------------------------------------------------------------------------- | ------------------------------------ | ----- | ---- | ----------- |
| 1  | Fabiano de Souza Teixeira (2021-2022) (Rio de Janeiro, 22.12.1969–)                | Progressistas (PP)                   | 616   | 5,03 | 1º mandato  |
| 2  | Rildo Rodrigues de Souza (Teresópolis, 26.06.1975–)                                | Solidariedade (SD)                   | 555   | 4,54 | 2º mandato  |
| 3  | Eduardo Lopes dos Passos, Dudu Careca (Rio de Janeiro, 05.08.1977–)                | Partido Liberal (PL)                 | 492   | 4,02 | 1º mandato  |
| 4  | Gleiderson Corrêa Gonçalves, Gleidinho (Além Paraíba, 05.05.1984–)                 | Partido Trabalhista Brasileiro (PTB) | 481   | 3,93 | 2º mandato  |
| 5  | Carlos Eduardo Ponte de Araújo, Dudu Legal (Barra do Piraí, 27.09.1980–)           | Partido Trabalhista Brasileiro (PTB) | 472   | 3,86 | 2º mandato  |
| 6  | Adriana Ferreira Ribeiro, Adriana da Farmácia (Dona Euzébia, 20.01.1974–)          | Partido Social Democrático (PSD)     | 413   | 3,38 | 1º mandato  |
| 7  | André Esteves de Assis, Dezinho (Três Rios, 02.07.1977–)                           | Partido Social Democrático (PSD)     | 341   | 2,79 | 1º mandato  |
| 8  | Nivaldo José de Lima (Rio de Janeiro, 17.07.1970–)                                 | Partido Social Cristão (PSC)         | 286   | 2,34 | 1º mandato  |
| 9  | Gilmara Bevilácqua da Silveira, Gilmara Fisioterapeuta (Além Paraíba, 09.04.1982–) | Partido Liberal (PL)                 | 280   | 2,29 | 1º mandato  |
| 10 | Tânia Maria Pereira Paulino, Taninha do Posto (Macaé, 16.04.1961–)                 | Partido Social Cristão (PSC)         | 268   | 2,19 | 1º mandato  |
| 11 | Thiago da Fonseca Wermelinger (Carmo, 02.09.1993–)                                 | Partido Social Cristão (PSC)         | 267   | 2,18 | 1º mandato  |

## Legislatura de 2017–2020
Estes são os vereadores eleitos nas eleições de 2 de outubro de 2016, pelo período de 1° de janeiro de 2017 a 31 de dezembro de 2020:
|    | Nome                                                                | Partido                                            | Votos | %    | Observações |
| -- | ------------------------------------------------------------------- | -------------------------------------------------- | ----- | ---- | ----------- |
| 1  | Marcella Raposo Vieira Ribeiro (Além Paraíba, 15.09.1982–)          | Partido Progressista (PP)                          | 711   | 5,36 | 1º mandato  |
| 2  | Jackson Carneiro da Rocha, Jaquinho (Carmo, 15.09.1982–)            | Partido Trabalhista Brasileiro (PTB)               | 679   | 5,12 | 1º mandato  |
| 3  | Rildo Rodrigues de Souza (2019-2020) (Teresópolis, 26.06.1975–)     | Partido do Movimento Democrático Brasileiro (PMDB) | 663   | 5,00 | 1º mandato  |
| 4  | Gleiderson Corrêa Gonçalves, Gleidinho (Além Paraíba, 05.05.1984–)  | Partido Trabalhista Brasileiro (PTB)               | 630   | 4,75 | 1º mandato  |
| 5  | Maria Regina Guimarães Alípio Ciodaro (Rio de Janeiro, 07.07.1966–) | Partido Socialista Brasileiro (PSB)                | 475   | 3,58 | 1º mandato  |
| 6  | José Ricardo Ferreira, Nega (Sapucaia, 18.04.1956–)                 | Partido Progressista (PP)                          | 468   | 3,53 | 1º mandato  |
| 7  | Warner Pereira Gomes (2017-2018) (Sapucaia, 14.04.1962–)            | Partido do Movimento Democrático Brasileiro (PMDB) | 462   | 3,49 | 1º mandato  |
| 8  | Sérgio Carlos de Oliveira Jardim (Sapucaia, 22.11.1962–)            | Partido Trabalhista Brasileiro (PTB)               | 457   | 3,45 | 1º mandato  |
| 9  | Luiz Gustavo Muniz Galluzzi (Três Rios, 30.04.1970–)                | Partido do Movimento Democrático Brasileiro (PMDB) | 398   | 3,00 | 1º mandato  |
| 10 | Maicon de Almeida Paschoal, do São João (Além Paraíba, 17.05.1978–) | Partido Social Cristão (PSC)                       | 386   | 2,91 | 1º mandato  |
| 11 | Carlos Eduardo Ponte de Araújo, Dudu Legal (Sapucaia, 27.09.1980–)  | Partido Social Cristão (PSC)                       | 385   | 2,90 | 1º mandato  |

## Legenda
| Cor  | Significado          |
| Bege | Presidente da Câmara |
| Azul | Suplente             |